# Szent Jakab-templom (Lőcse)
A Szent Jakab-templom, újabb nevén Szent Jakab-bazilika (szlovákul: Bazilika svätého Jakuba) egy gótikus stílusú templom a szlovákiai Lőcse történelmi központjában. A kórus és a hajó eredete a 14. századra nyúlik vissza, míg a jelenlegi torony a 19. században épült. A római katolikus plébániatemplomot Idősebb Szent Jakab apostol tiszteletére szentelték. Számos gótikus oltár található benne, köztük a világ legmagasabb fából faragott szárnyasoltára, amely a helyi Lőcsei Pál mester műhelyéből származik, és 1517-ben készült el. A templomban számos más, jól megőrzött műkincs található. A kassai dóm után ez Szlovákia második legnagyobb temploma. 1965 óta országos jelentőségű műemlék, 2009-ben pedig felvették az UNESCO világörökség listájára. Ferenc pápa 2015-ben basilica minor rangot adományozott neki.

## Története
Lőcse fontos kereskedelmi útvonalak kereszteződésében feküdt, és fontos közigazgatási központ volt, 1263-ban már Leucha néven említik a források. A gótikus plébániatemplom építése egy régebbi, 13. századi szakrális épület helyén Károly Róbert magyar király uralkodása alatt, azaz valamikor 1307-1342 között kezdődött meg. A gótikus átépítés valószínűleg azzal függött össze, hogy a régebbi késő román stílusú templom túlságosan szerény formája nem volt elegendő a gyorsan fejlődő város számára, és nem elégítette ki a gazdag polgárság ambícióit. Az épület befejezésével kapcsolatos munkálatok intenzitása 1370 és 1394 között csökkent. 
1474-ben Hunyadi Mátyás király látogatta meg Lőcsét. Ezt az eseményt követően megkezdődött a templom intenzív felszerelése késő gótikus oltárokkal, mind a főoltárral, mind a mellékoltárokkal, valamint a késő gótikus díszítés egyéb elemeivel. Ehhez hozzájárult a város gazdasági fejlődése és az ebből származó bevételek, valamint az egymást követő plébánosok, gyakran kiváló humanisták, akik mindent megtettek azért, hogy templomuk ne maradjon el Európa legkiválóbb templomai mögött. 1480 és 1490 között a déli bejárati portált gazdag csillagboltozattal ellátott előcsarnokkal (narthex) gazdagították, fölötte pedig egy Mátyás király oratóriumának nevezett kápolnát helyeztek el, mely 1494-re készült el. 1513 és 1522 között Johannes Henckel plébános kezdeményezésére a Szent György-kápolna és a tornác fölé egy könyvtárszobát építettek. A 15. század végén a templom túloldalán – az 1332 és 1342 között készült északi portál mellett  – egy második, hálóboltozatos narthexet építettek.
A felépült templom a szomszédos reneszánsz stílusú régi városházával együtt a történelmi óváros központi vásárterét uralja. Ez az épület kereszthajó nélküli, háromhajós álbazilikaként épült, ötszögű apszissal, hossza 49,5 méter, szélessége pedig 20,4 méter. A belső térben több gótikus oltár található, köztük a főoltár, amely 18,62 méterével a világ legmagasabb fából faragott oltára, és Lőcsei Pál mester műhelyéből származik, és 1507-1517 között készült hársfából. A templom értékes műkincseket és berendezési tárgyakat is tartalmaz, köztük a Szillassy János aranyműves által készített monstranciákat, kelyheket és más kegytárgyakat. A reformáció idején a templom 1544-től lutheránus lett. 1544-ben a szószékkel szemben galériákat helyeztek el a protestáns istentisztelethez, de máson nem sokat változtattak, az oltárszárnyakat lezárták. A templomban 1622-től orgonát helyeztek el. 1674-ben a templom az ellenreformáció sikere révén ismét a katolikusok kezébe került, akik elkezdték felújítani azt. Azonban még ez az állapot sem volt tartós, mert 1706-1710-ben a templomot felosztották közöttük és a protestánsok között. Végül 1710-ben került a katolikusok kizárólagos birtokába, az evangélikusok új temploma pedig a főtér másik végén épült fel.
1858-ban a Mittheilungen der K.K. Central-Commission zur Erforschung und Erhaltung der Baudenkmale (1858) című kiadványban található részletes jelentés ismerteti a „Lőcsei Szent Jakab katolikus plébániatemplom” építéstörténetét.
A 18. és 19. század nagy hatással volt a az épület általános megjelenésére. A templom mai külseje ezekben az időkben alakult ki. Az első jelentős változás a templomtorony felső részének lebontása volt a 18. század végén, annak rossz szerkezeti és műszaki állapota miatt. A templomtornyot a város őrtornyaként is használták, különösen a tüzek észlelésére. A középkori tornyot a 19. század elején villámcsapás végleg tönkretette. A nyolcszög alaprajzú, már neogótikus stílusú új felépítményt 1852-1858 között Fridrich Mück lőcsei építész tervei alapján és Ľudovít Schmidt építőmester irányításával valósították meg. A 70 méter magas torony volt valószínűleg ez volt az első ilyen stílusú épület a mai Szlovákiában. Az 1870-es évektől a templom általános felújításon esett át, ami a belső tér megjelenésében is tükröződött. Az egyik legjelentősebb változás az volt, hogy az eredeti ablakokat mai ólomüveg ablakokra cserélték. Ján Vajdovský (1830-1914) művészettörténész, majd szepesújfalui plébános javaslatára cserélték ki az akkoriban igen rossz állapotban lévő ablakokat.
Az eredeti harangokból egy harangot a városházán helyeztek el, a többit az első világháború miatt elrekvirálták és beolvasztották, ezeket 1925-ben pótolták. 1948 és 1949 között kiterjedt restaurálási munkálatokra került sor: megújult a tető, megtisztították a pilléreket és a boltozatokat, restaurálták és áthelyezték az orgonát. Az eközben felfedezett falfestményeket is restaurálták.
Művészeti kincseinek köszönhetően a templom 2009-ben felkerült az UNESCO világörökségi listájára, a szepesi vár és a hozzá kapcsolódó kulturális emlékek közé, emellett nemzeti műemlékként is nyilvántartásba vett műemlék. Ferenc pápa 2015. november 30-án basilica minorrá nyilvánította. 2019 óta látogatható a torony, ahonnan a városközpontra nyílik csodálatos kilátás.

## Építészeti jellemzői

### Oltárok
A templomban 18 oltár található. 

#### A főoltár
A főoltárt (más néven Szent Jakab apostol oltárát) Lőcsei Pál mester készítette 1507-1517 között. Az oltárt szakaszosan építették. A retabló 1508-ban készült el. A további szobrok és festmények 1515-re készülhettek el. Az utolsó fázisok, beleértve az aranyozást is, 1517-re készültek el. Az oltár poliptichonján található passiófestmények közül sok az 1509-ben megjelent Lucas Cranach-féle passióciklus metszetein alapulnak, aki Martin Schongauer német festő metszeteit dolgozta fel. Az oltár cibóriumán lévő tizenkét apostol szobrai 1390 körül készültek, és valószínűleg a templom egy korábbi oltárának részei voltak.  Az oltárkép központi részének három alakja, Szent Jakab (magassága 232 cm), a Madonna (magassága 247 cm) és Szent János evangélista, Pál mester munkája, az oltárkép többi részét valószínűleg segédek készítették. A nyitott oltárszárnyakon lévő domborművek (egyenként 186 x 110 cm) az apostolok életéből vett jeleneteket ábrázolnak: balra az Apostolok felszabadítása és Szent Jakab lefejezése, jobbra a Patmoszi Szent János és Olajban főtt Szent János. A retablón (60 x 260 cm) az utolsó vacsora látható. Az oltárkép felső részén kilenc szobor található, amelyek az egyháztanítókat és az apostolokat ábrázolják (magasságuk 112 cm). Ha a szárnyak zárva vannak, nyolc tábla (195 x 110 cm) látható, amelyek Krisztus szenvedését ábrázolják.

#### További jelentősebb oltárok
- A Születés oltárának szobrai (Lőcsei Pál mester): ma a barokk Czaky-oltár részét képezik. A szobrokat a vallási zavargások idején 200 évig a városházán rejtették el.

- A négy Szent János oltára (1520, Lőcsei Pál mester): nevét onnan kapta, hogy nyitott állapotában 4 Szent János (Keresztelő, Evang., Alamizsnás, Aranyszájú) alakja látható, zárt szárnymezőin az első kettő élettörténetéből vett jeleneteket ábrázol. A hátfalra festett Golgota-jelenet a feszület előtt térdelő alakban az építmény donátora által különlegesen tisztelt Johannes Gersont jeleníti meg, s magára az adományozóra, Henckel Jánosra talán a predella Krisztus siratása-csoportjában levő Arimatiai József-figura utal. Az építmény tetején Mária Magdolna mennybevitele, az oromzati szekrényke tetején Szent Mihály arkangyal alakja áll.[12]

- Szent Anna-oltár (Metercia oltár), (1516, Lőcsei Pál mester).
- Szent Péter és Pál oltár (1495, Pál mester előtt).
- Szent Miklós püspök oltára (1507). Szent Lipót és Szent János alakja Pál mestertől származik, de Szent Miklós alakja 1360 és 1370 között készült.[13]
- Alexandriai Szent Katalin-oltár (1460 körül)[14]
- Szent Mihály arkangyal-oltár (1620 körül)
- A jó pásztor oltára (1620 körül)
- Havas Boldogasszony-oltár (Tizenhárom város oltára)
- Altar Vir dolorum, (Mátyás király oltára) (1476-1490).
- Özvegy Szent Erzsébet oltára, táblakép 1492-ből.[15]

A templomban ezeken kívül található egy Szent Györgyöt és a sárkányt ábrázoló szobor is, amely szintén Lőcsei Pál mester műhelyéből származik.

## Galéria

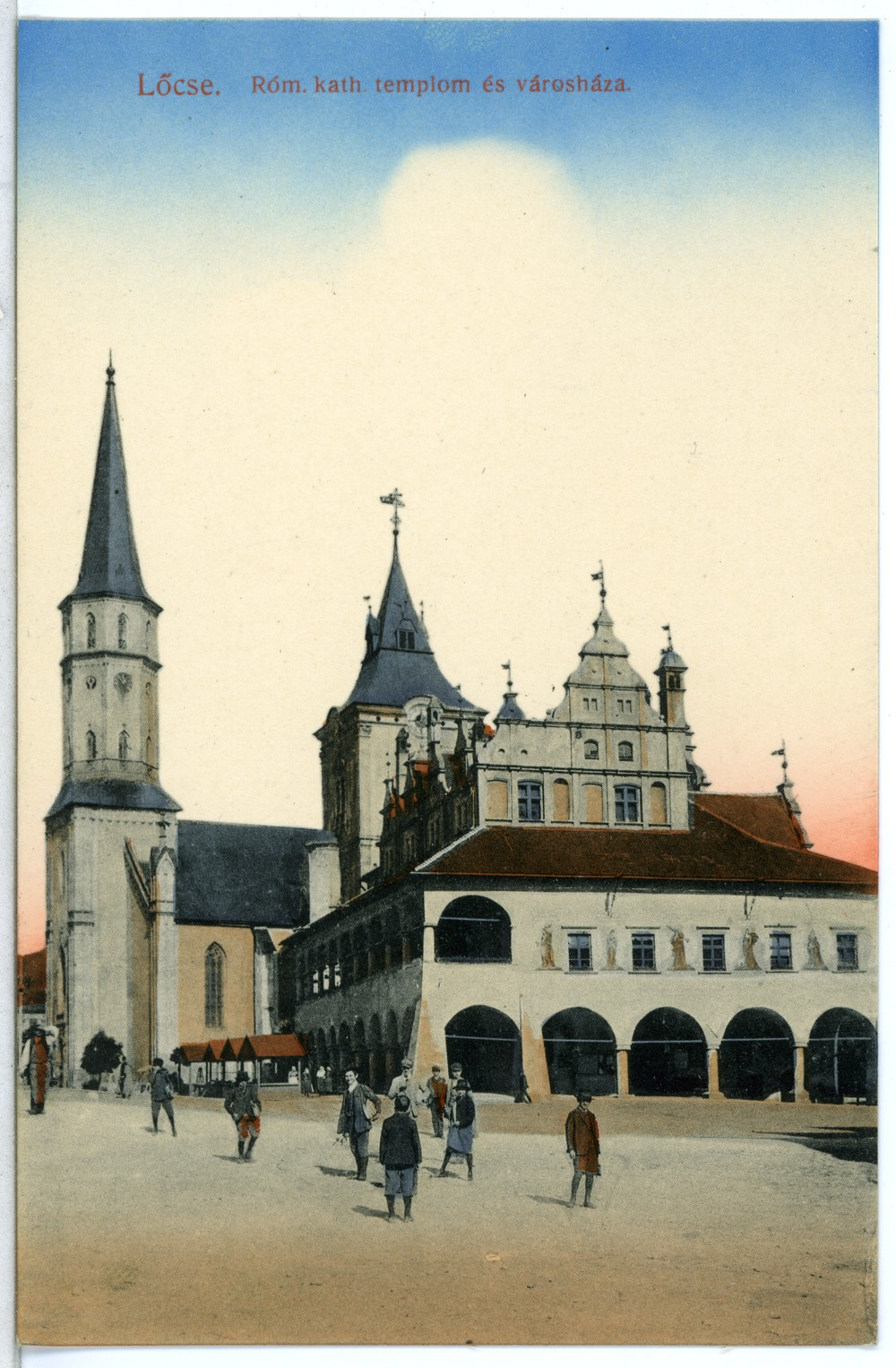
1911-ben
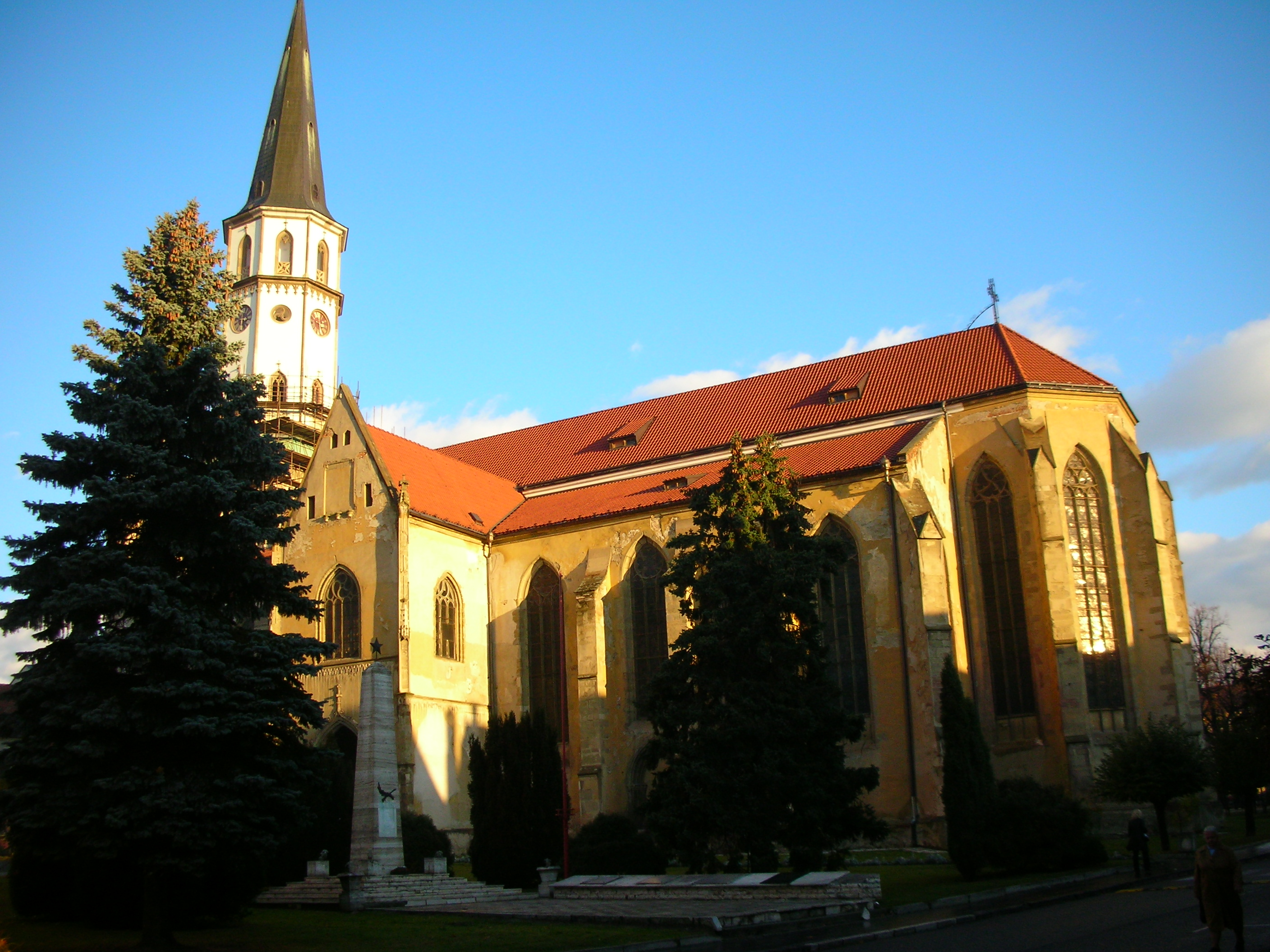
A felújítás előtti állapot (2006)
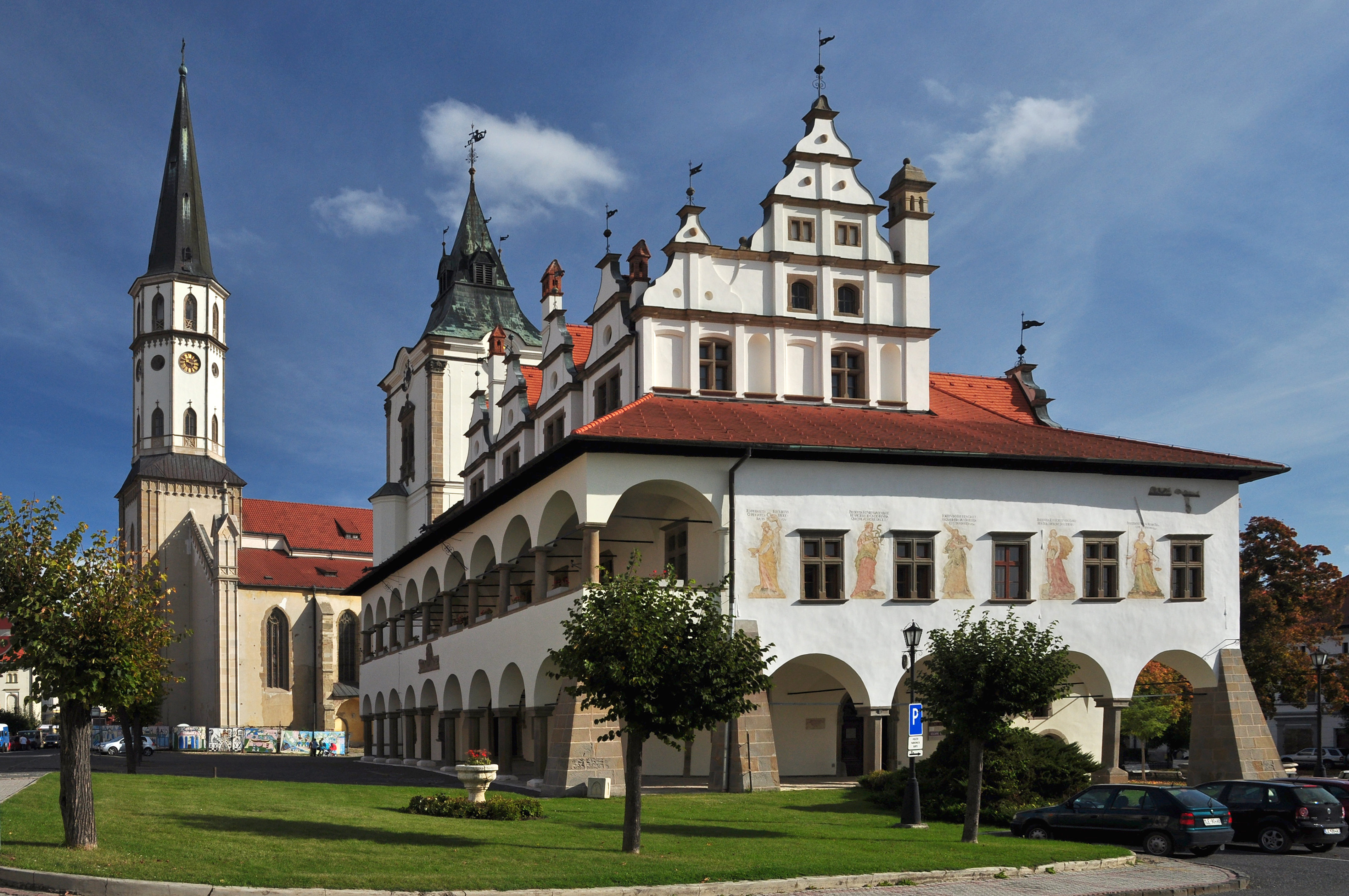
Felújítva, előtérben a régi városházával
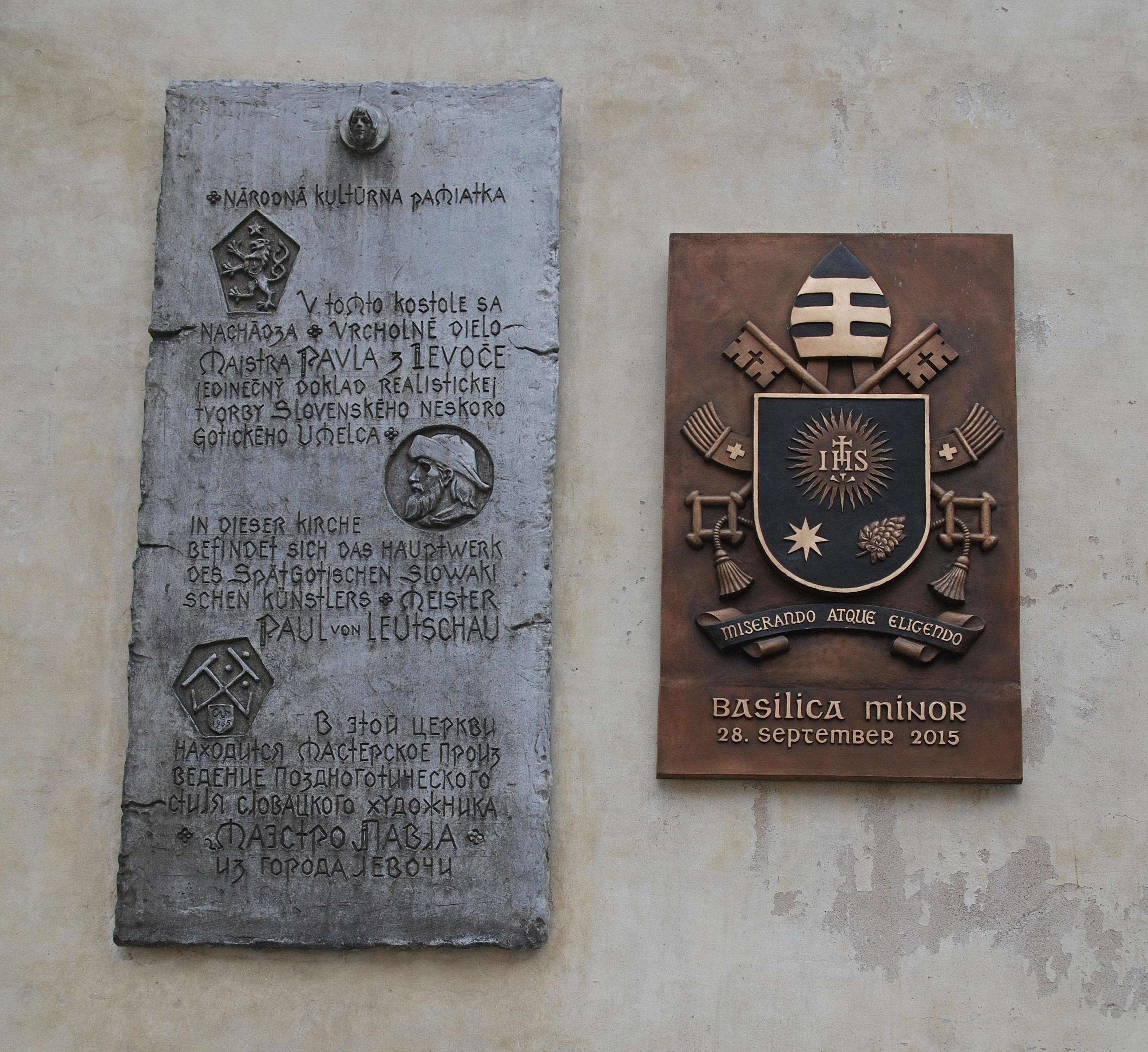
Lőcsei Pál mester és a basilica minor-cím adományozásának emléktáblái
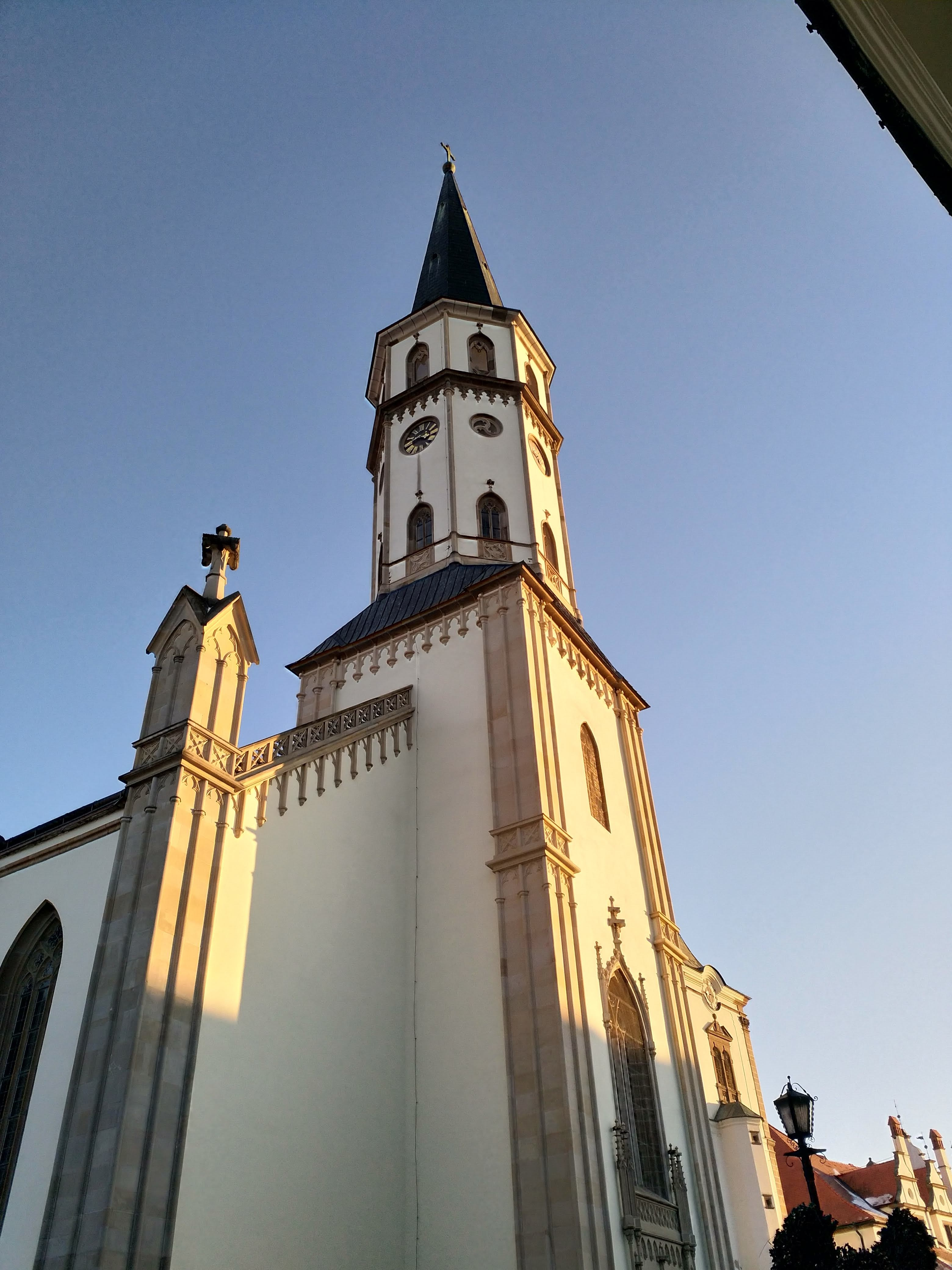
A neogótikus harangtorony
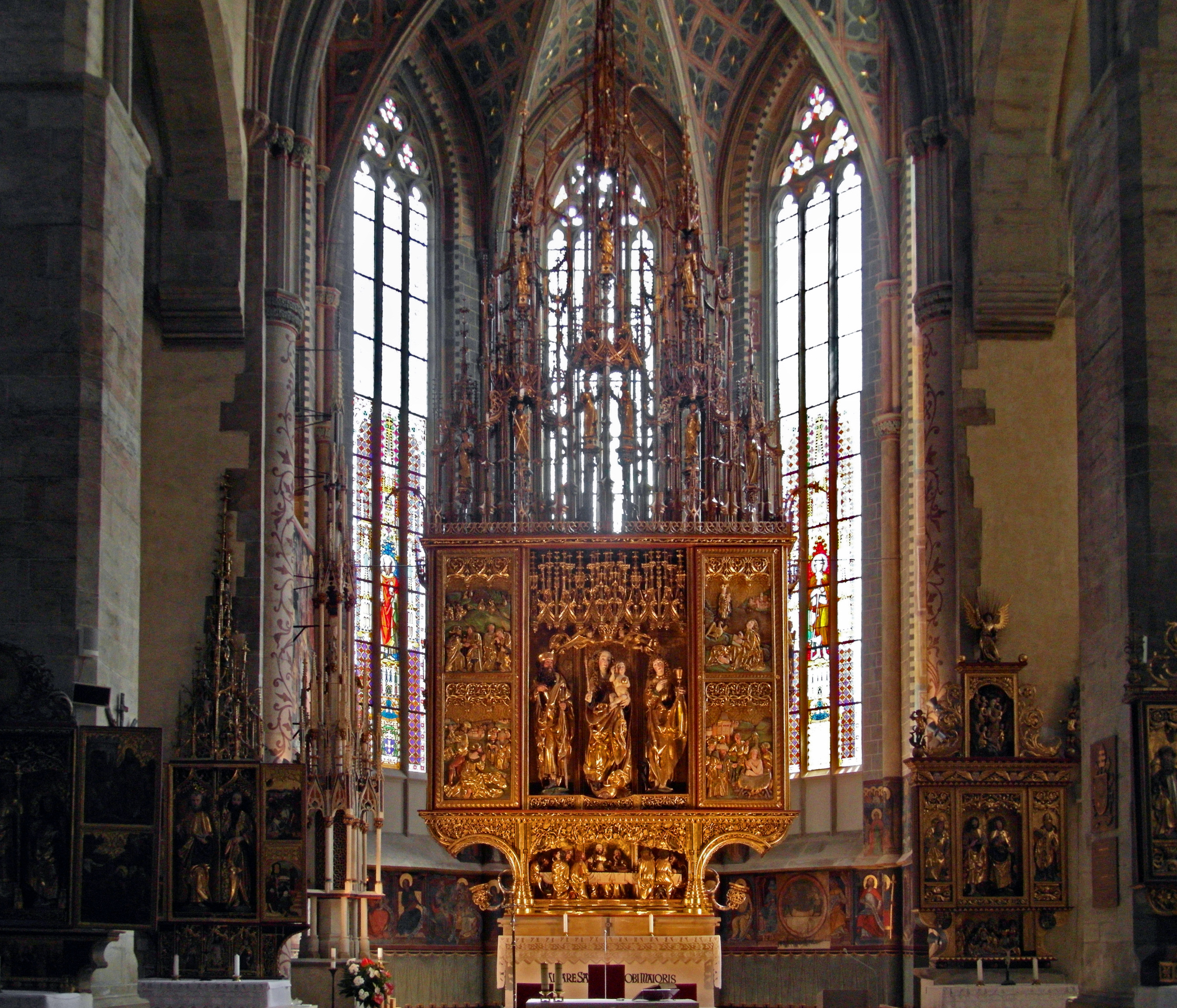
Lőcsi Pál mesterműve, a világ legmagasabb fa szárnyasoltára
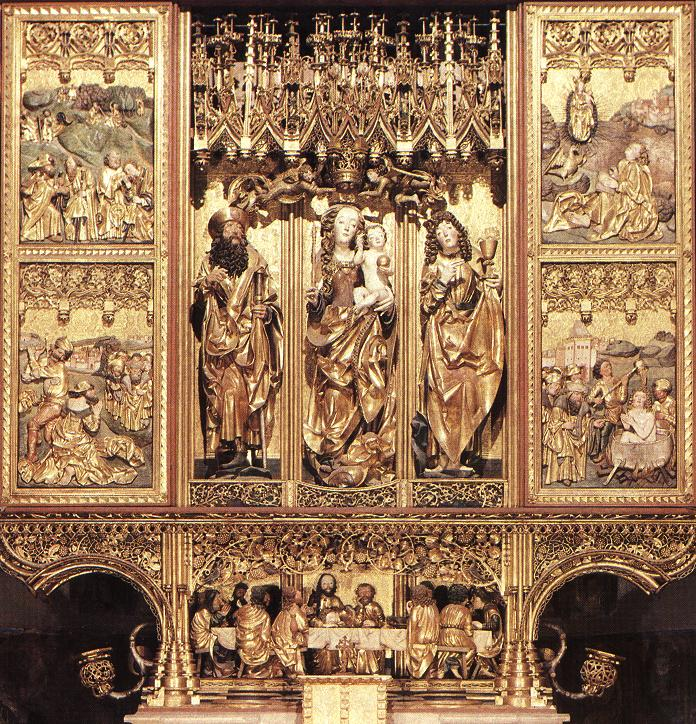
A főoltár középső részének figurái
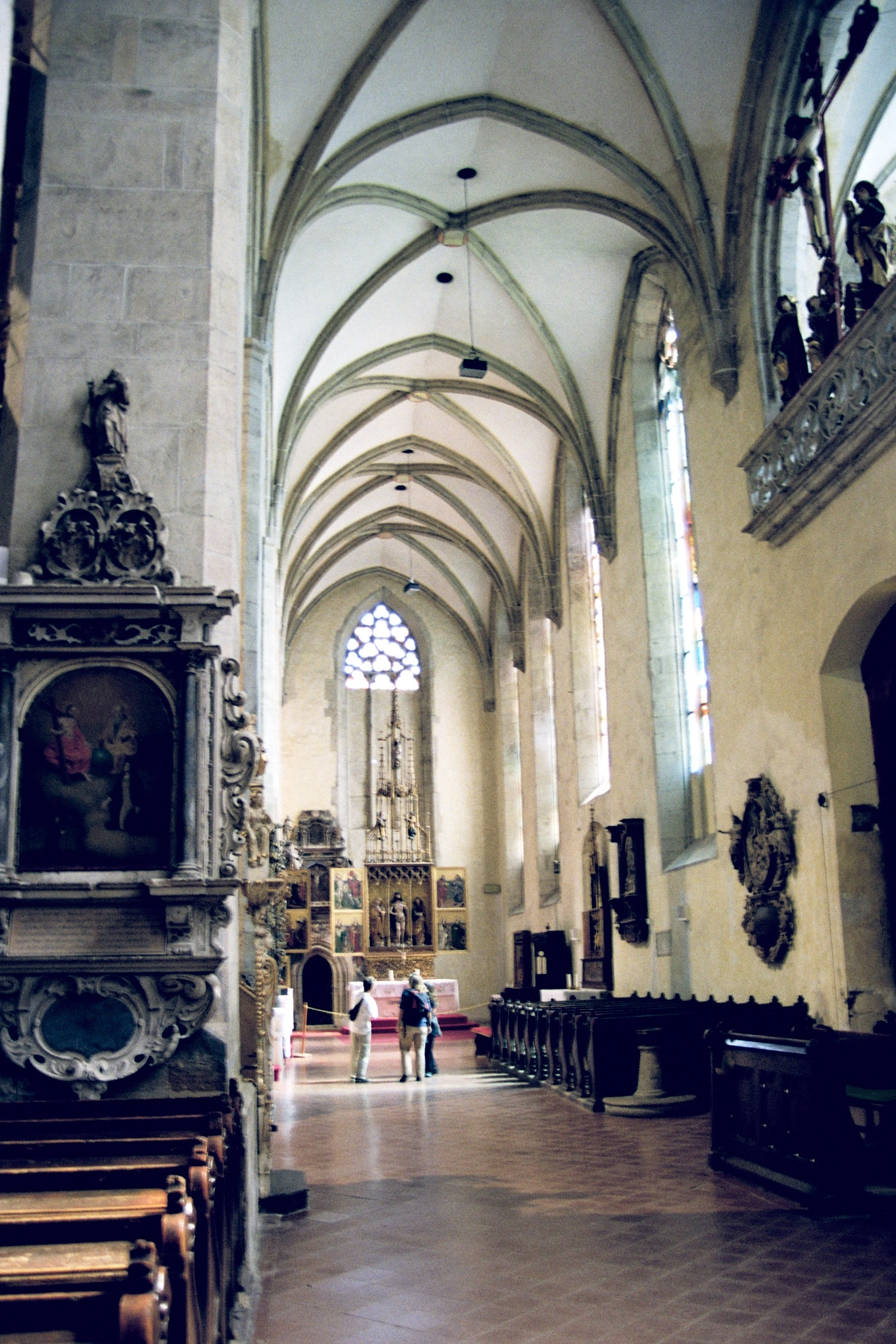
Az oldalhajó boltozata

## Fordítás
- Ez a szócikk részben vagy egészben  a   Bazilika svätého Jakuba (Levoča) című szlovák Wikipédia-szócikk ezen változatának fordításán alapul.  Az eredeti cikk szerkesztőit annak laptörténete sorolja fel. Ez a jelzés csupán a megfogalmazás eredetét és a szerzői jogokat jelzi, nem szolgál a cikkben szereplő információk forrásmegjelöléseként.
- Ez a szócikk részben vagy egészben  a   St. Jakob (Levoča) című német Wikipédia-szócikk ezen változatának fordításán alapul.  Az eredeti cikk szerkesztőit annak laptörténete sorolja fel. Ez a jelzés csupán a megfogalmazás eredetét és a szerzői jogokat jelzi, nem szolgál a cikkben szereplő információk forrásmegjelöléseként.